# Battaglia del pastificio
La battaglia del pastificio, talvolta chiamata anche battaglia del checkpoint Pasta, fu uno scontro a fuoco verificatosi a Mogadiscio tra le truppe italiane e le milizie Mooryaan somale del generale Aidid ed è ricordata per essere stata la prima battaglia che vide impiegati i militari dell'Esercito Italiano dalla fine della seconda guerra mondiale.

## Il contesto
Il 2 luglio 1993, durante l'operazione Canguro 11 decisa dal Comando ITALFOR, forze italiane divise in due colonne meccanizzate effettuarono un rastrellamento alla ricerca di armi nel distretto di Haliwaa, quartiere a nord di Mogadiscio. Alcuni obiettivi erano situati nei pressi di un pastificio della Barilla abbandonato, vicino al quale era stato costituito un posto di blocco, sull'incrocio tra via Imperiale e Strada 21 Ottobre, denominato appunto "Pasta".

## L'operazione
La prima colonna, denominata Alfa, proveniva dalla zona del porto vecchio di Mogadiscio mentre la seconda, Bravo, dalla città di Balad, altro importante presidio italiano durante la missione, situato a circa venti chilometri da Mogadiscio. L'obiettivo del rastrellamento era un'area di 400 metri per 700 compresa fra i checkpoint Ferro e Pasta.
Terminata l'operazione di rastrellamento, le due colonne ripresero la via del ritorno. In seguito a gravi disordini scoppiati nella zona, con larga partecipazione da parte della popolazione locale, tra cui si mescolarono dei tiratori scelti, la situazione precipitò a tal punto per le forze dell'ordine somale da rendere necessario l'intervento da parte della colonna Bravo, che in quel momento si trovava in prossimità del pastificio lungo la via Imperiale.

### L'imboscata dei miliziani
Alcuni mezzi blindati italiani VCC-1 Camillino, con la XV compagnia «Diavoli Neri» del 186º reggimento paracadutisti, fermatisi di fronte a delle barricate erette dai somali, vennero immobilizzati con razzi anticarro mentre le strade circostanti venivano bloccate con altre barricate da parte dei miliziani. In uno di questi, morì il paracadutista Pasquale Baccaro, colpito alla gamba da un razzo, mentre rimasero feriti gravemente il sergente maggiore Giampiero Monti all'addome e il paracadutista Massimiliano Zaniolo alla mano.
Venne deciso quindi l'intervento di soccorso della colonna Alfa, quasi arrivata alla base, dotata di otto carri M60 Patton, autoblindo FIAT 6614 e sette blindati pesanti Centauro con cannoni da 105 mm, non impiegabili per il rischio di colpire i civili; ulteriore appoggio giunse da elicotteri A129 Mangusta e Bell AB-205. Gli equipaggi dei blindati cercarono di proteggere gli altri veicoli ed i compagni feriti con le mitragliatrici, mentre si tentava di rimettere in moto uno dei veicoli danneggiati e gli uomini rastrellavano le vicinanze; fu in questa fase che venne colpito a morte il sergente maggiore Stefano Paolicchi.
Solo in due occasioni venne utilizzato l'armamento pesante: un numero non precisato di M60 della compagnia del 32º Reggimento carri aprì il fuoco contro dei container che servivano da scudo ai miliziani, provocando grandi perdite, e un elicottero da attacco Mangusta colpì con un missile TOW un Iveco VM 90 italiano catturato dai somali, distruggendo il mezzo e uccidendo tutti i ribelli a bordo del veicolo.
Tra gli uomini della colonna di soccorso, il sottotenente Andrea Millevoi, comandante di un plotone di autoblindo Centauro dell'8º Reggimento "Lancieri di Montebello", venne colpito da un proiettile mentre si sporgeva dal suo mezzo per controllare l'area degli scontri: nella zona infatti era nel frattempo affluito un numero cospicuo di civili, utilizzati come scudi umani dai miliziani somali. L'intervento degli elicotteri americani Cobra e l'arrivo dei nuovi mezzi corazzati permise ai soldati sotto il fuoco di ritirarsi, con i miliziani che sparavano dai tetti delle abitazioni e le vie di fuga inaccessibili a causa delle barricate.

## Le perdite e i riconoscimenti
Alla fine dei combattimenti tra le truppe italiane si contarono tre morti:
- Cap.le Pasquale Baccaro del 186º Reggimento paracadutisti "Folgore", Medaglia d'oro al valor militare alla memoria.
- S.Ten. Andrea Millevoi del Reggimento "Lancieri di Montebello" (8º), Medaglia d'oro al valor militare alla memoria;
- Serg.Magg. Stefano Paolicchi del 9º Battaglione d'assalto paracadutisti "Col Moschin", Medaglia d'oro al valor militare alla memoria;

Incerto invece, e di difficile quantificazione, il numero di morti e feriti tra i miliziani e civili somali. Nel documentario-inchiesta del 2008 del regista Andrea Bettinetti dal titolo Check point Pasta, si riporta la cifra relativa alle perdite somale, così come presentata da fonti locali definite ufficiali, di 67 morti e 103 feriti, ma nello stesso tempo si segnala che secondo fonti ufficiose il numero effettivo sarebbe stato molto più alto.
Da parte italiana vi furono inoltre almeno 22 feriti, tra i quali:
- Serg.Magg. Cosimo Argese del 185º Reggimento artiglieria paracadutisti "Folgore"
- Cap.le Andrea Badioni del 183º Reggimento paracadutisti "Nembo"
- Cap.le Gerolamo De Masi del 183º Reggimento paracadutisti "Nembo"
- Parcadutista Francesco Filogamo del Reparto Comando e Supporti Tattici "Folgore"
- Cap.le Magg. Martino Gallo del 186º Reggimento paracadutisti "Folgore"
- Cap.le Magg. Salvatore La Rocca del 183º Reggimento paracadutisti "Nembo"
- Paracadutista Carmelo Mandolfo del 186º Reggimento paracadutisti "Folgore"
- Serg.Magg. Giampiero Monti del 183º Reggimento paracadutisti "Nembo", Medaglia d'argento al valor militare
- Paracadutista Biagio Nunzio Fagnano del 186º Reggimento paracadutisti "Folgore"
- S.Ten. Gianfranco Paglia del 186º Reggimento paracadutisti "Folgore", Medaglia d'oro al valor militare
- Carabiniere Paolo Pusinieri del 1º Battaglione carabinieri paracadutisti "Tuscania"
- Ten. Col. Alessandro Puzzilli del 186º Reggimento paracadutisti "Folgore"
- Serg.Magg. Stefano Ruaro del 9º Battaglione d'assalto paracadutisti "Col Moschin"
- Ten. Alessandro Scano del Reggimento "Lancieri di Montebello" (8º)
- Paracadutista Roberto Sammaruga 183º Reggimento paracadutisti "Nembo"
- Carabiniere Donatello Sapone del 1º Battaglione carabinieri paracadutisti "Tuscania"
- Serg.Magg. Gabriele Sebastiano del 185º Reggimento artiglieria paracadutisti "Folgore"
- Cap.le Simone Torresani del 183º Reggimento paracadutisti "Nembo"
- Cap.le Marco Vincenzetto del 183º Reggimento paracadutisti "Nembo"
- Paracadutista Giorgio Vitaletti del 183º Reggimento paracadutisti "Nembo"
- Cap.le Massimiliano Zaniolo del 183º Reggimento paracadutisti "Nembo"
- Cap.le Giuseppe Zivellica del 183º Reggimento paracadutisti "Nembo"

I feriti italiani più gravi furono il sergente maggiore paracadutista Giampiero Monti, gravemente ferito all'addome, cui venne conferita la Medaglia d'argento al valor militare, ed il sottotenente paracadutista Gianfranco Paglia, a cui è stata conferita la Medaglia d'oro al valor militare e che fu colpito da tre pallottole (di cui una al polmone che causò un'emorragia interna e una al midollo spinale che lo costringerà alla sedia a rotelle per tutta la vita) mentre cercava di portare in salvo l'equipaggio di uno dei blindati immobilizzati. Pur avendo perso l'uso delle gambe è rimasto in servizio, raggiungendo il grado di tenente colonnello e diventando anche capitano del Gruppo Sportivo Paralimpico della Difesa (GSPD). 
Per l'azione venne anche decorato con la medaglia di bronzo al valor militare il capitano Paolo Riccò, comandante della XV Compagnia paracadutisti, e medaglie d'argento e di bronzo al valore dell'esercito furono inoltre conferite ad elicotteristi e carabinieri paracadutisti impegnati nell'azione.

## Le cause degli scontri
Secondo alcune ricostruzioni, mai avvalorate da fonti ufficiali, gli scontri sarebbero scoppiati perché nella zona delle operazioni condotte dalle forze italiane avrebbe trovato rifugio il generale Mohammed Farah Aidid, uno dei principali signori della guerra somali e ritenuto un grosso ostacolo al raggiungimento di un accordo di pace. L'ordine rivolto da Aidid ai suoi miliziani sarebbe stato di dare il via agli scontri, così da consentirgli di fuggire dall'area. La situazione sarebbe poi sfuggita al controllo dello stesso generale, degenerando da schermaglie a sanguinosi conflitti a fuoco. Tale versione fu appoggiata da un'attivista somala, Starlin Arush, in occasione di un incontro avvenuto presso la caserma Vannucci di Livorno nella primavera 1994.
In base ad altre ipotesi, gli scontri sarebbero scoppiati su iniziativa di agenti provocatori, con l'obiettivo di indurre il contingente italiano, fino ad allora rimasto estraneo a fatti di sangue, a ricorrere estensivamente all'uso della forza. Alla base di tale ipotesi vengono addotte due circostanze: da un lato, la diffusione di informazioni diffamatorie da parte di personaggi falsamente presentati come intellettuali somali; dall'altro, la missiva, inviata a Loi il 27 agosto 1993, con la quale il delegato del quartiere di Haliwaa evidenziava la «preziosa opera» svolta dalle forze italiane ed esprimeva le sue profonde condoglianze per le perdite subite.
Altre perplessità, infine, poggiano sul fatto che Mogadiscio Nord (area del quartiere di Haliwaa) era sotto il controllo del principale avversario di Aidid, Ali Mahdi Mohamed.